# Concepción (San Isidro)
Concepción è un distretto della Costa Rica facente parte del cantone di San Isidro, nella provincia di Heredia.
Concepción comprende 3 rioni (barrios):
- Alhajas
- Calle Caricias
- Chilillal